# Paulownia-Zonneorde

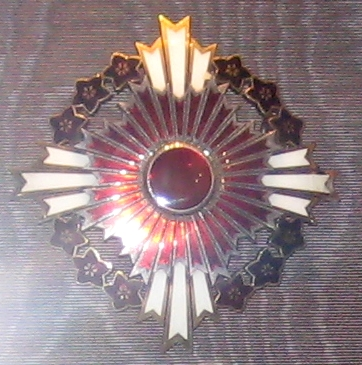

De Paulownia-Zonneorde (Japans: 桐花章, Tōkashō) kan als een Japanse Ridderorde maar ook als de Eerste Klasse van de Orde van de Rijzende Zon worden beschouwd. Het is niet ongebruikelijk om van de Eerste Klasse of Grootkruis van een Ridderorde een bijzondere of quasizelfstandige Orde te maken. De Meiji-Keizer volgde daarin het voorbeeld van de Badense Orde van Berthold de Eerste van Zähringen.

Dit "Grootlint van de Orde van de Rijzende Zon met Pauwlonia bloesems" werd op 3, andere bronnen noemen 4, januari 1888, dertien jaar na het stichten van de Orde van de Rijzende Zon ingesteld. De paulownia, een boomsoort met prachtige en heerlijk ruikende bloesems, is in de Japanse Shinto-religie heilig.

De Orde is na de Chrysanthemumorde de hoogste Japanse decoratie. Tot 2003 bleef de orde gereserveerd voor heren. Dames werden onderscheiden met de Kroonorde.
De Orde wordt aan staatshoofden van kleinere landen en de leden van hun Huis, premiers, veldmaarschalken, ministers van Buitenlandse Zaken, generaals en admiraals en bijzondere gezanten toegekend. Deze moeten dan eerst met het Grootkruis van de Orde van de Rijzende Zon hebben ontvangen. De onderscheiding kan voor civiele en militaire verdiensten en ook postuum worden verleend.
De versierselen van de Orde
De Grootkruisen dragen een breed rood lint met witte strepen over de rechterschouder. Het uiteinde is tot een strik opgemaakt en daaraan hangt het kleinood; een wit geëmailleerde onregelmatig gevormde gouden schijf met als hart een rode zon.
Om het kleinood zijn twaalf witte bloemen van de paulownia aangebracht en boven het kleinood is een lichtgroen paulownia blad met drie omhoogstekende bloesems als verhoging bevestigd. 
De ster is gelijk aan het kleinood maar is iets groter en mist de verhoging. De ster wordt op de linkerborst gedragen.